# Triacanthella terrasilvatica
Triacanthella terrasilvatica är en urinsektsart som beskrevs av John Tenison Salmon 1943. Triacanthella terrasilvatica ingår i släktet Triacanthella och familjen Hypogastruridae. Inga underarter finns listade i Catalogue of Life.